# 18020 Amend
18020 Amend è un asteroide della fascia principale. Scoperto nel 1999, presenta un'orbita caratterizzata da un semiasse maggiore, pari a 2,8965678 UA e da un'eccentricità di 0,0692342, inclinata di 1,47872° rispetto all'eclittica.